# Charlotte Bagge Hansen
Charlotte Bagge Hansen, née le 28 juillet 1969, est une femme politique danoise, membre des Modérés.

## Biographie
Charlotte Bagge Hansen est engagée dans les forces armées danoises entre 1988 et 1995.
Elle est d'abord membre du parti Venstre, qu'elle finit par quitter pour fonder Fælleslisten, une petite formation qui ne parviendra pas à rassembler les signatures nécessaires pour participer aux élections législatives. Elle est élue conseillère municipale de Vordingborg sous les couleurs du mouvement lors des élections municipales de novembre 2021.
Elle rejoint en 2022 les Modérés, le nouveau parti de l'ancien Premier ministre Lars Løkke Rasmussen, et est élue députée au Folketing sous cette étiquette lors des élections législatives du 1er novembre.
En septembre 2024, elle devient la porte-parole de son groupe parlemetaire pour les finances.